# إدموند ليفاندوفسكي
إدموند ليفاندوفسكي (بالإنجليزية: Edmund Lewandowski)‏ هو رسام وفنان أمريكي، ولد في 1914، وتوفي في 1998.